# Quan hệ Sri Lanka – Trung Quốc
Quan hệ Trung Quốc - Sri Lanka đề cập đến quan hệ song phương giữa Cộng hòa Nhân dân Trung Hoa và Sri Lanka.Có một đại sứ quán Trung Quốc ở Colombo và một đại sứ quán Sri Lanka ở Bắc Kinh. Mối quan hệ lịch sử và văn hóa giữa hai nước kéo dài hàng trăm năm.

Quan hệ giữa hai nước trong thời gian cai trị tổng thống Sri Lanka, Mahinda Rajapaksa, dẫn đến nhiều thỏa thuận và thấy quan hệ gần gũi hơn do lập trường ủng hộ Trung Quốc của Rajapaksa. Theo Tổng thống Sri Lanka hiện tại, Maithripala Sirisena, quan hệ vẫn mạnh mẽ với Sirisena quan tâm đến việc cân bằng cả ảnh hưởng của Trung Quốc và Ấn Độ trong nước. Mặc dù vậy, những phát triển gần đây đã cho thấy một sự "ủng hộ Trung Quốc" nghiêng về chính sách đối ngoại hiện tại của Sri Lanka trong đầu tư Trung Quốc tiếp tục ở Sri Lanka và sự ủng hộ của Trung Quốc về vị thế của Trung Quốc trong tranh chấp chủ quyền Biển Đông.
Sri Lanka là một quốc gia lớn trên Chuỗi Ngọc Trai, là một phần của sáng kiến chiến lược Trung Quốc ở Ấn Độ Dương được gọi là Đường tơ lụa hàng hải và là một phần của chiến lược phát triển lớn hơn được gọi là Một vành đai, Một con đường.

## Lịch sử

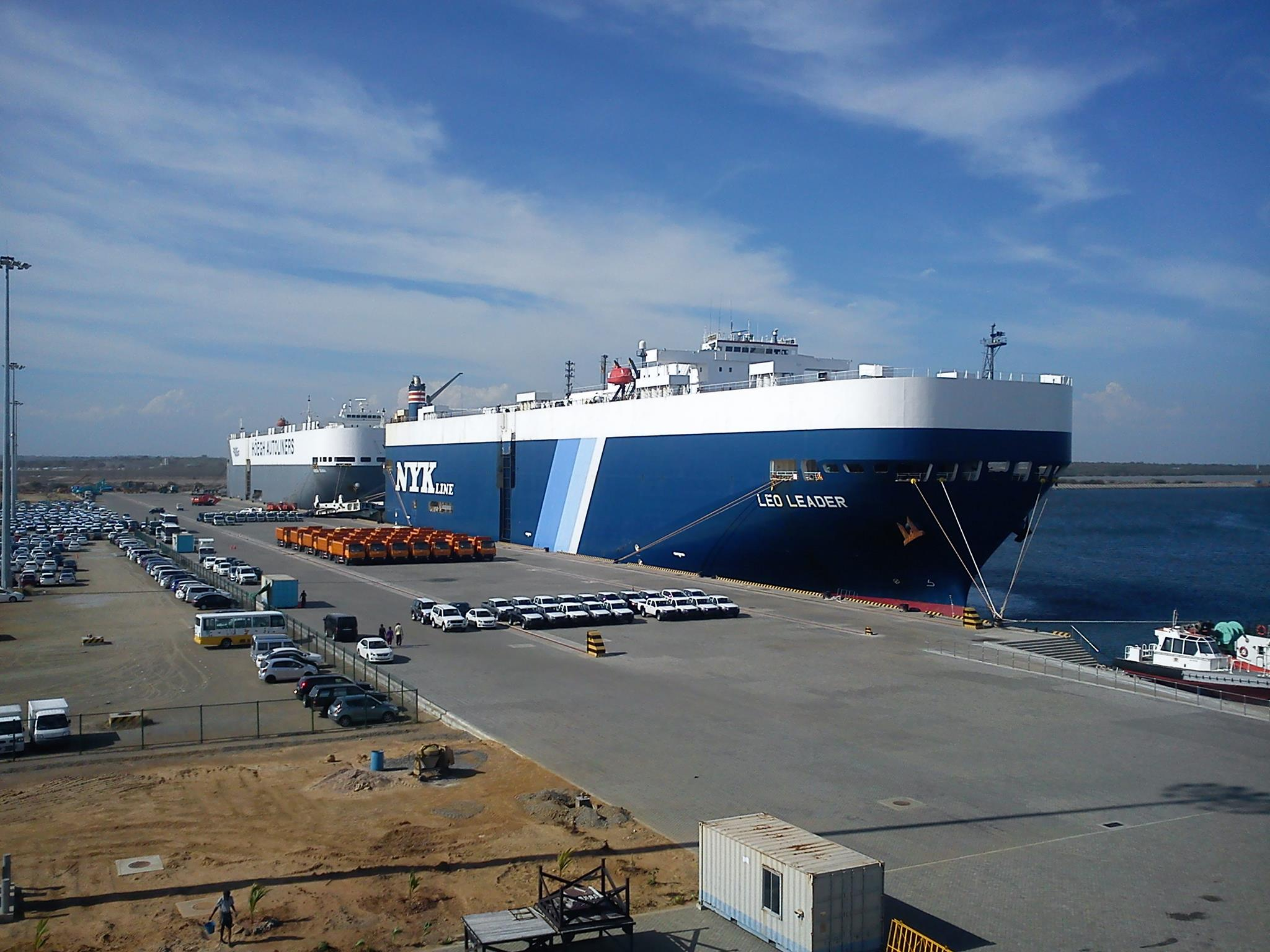
Hambantota Port là một trong những cảng mới nổi lớn của Nam Á do Trung Quốc tài trợ

Pháp Hiển đã đi đến Sri Lanka năm 410 và cư trú tại đất nước này hai năm trước khi trở về Trung Quốc trong một tàu buôn. Kinh điển Karanamudra và Vimuttimagga, hai bản văn Phật giáo ở Sri Lanka, được dịch sang tiếng Trung trong 489 và 505 tương ứng. Amoghavajra, một nhà sư Phật giáo mạnh mẽ trong lịch sử Trung Quốc đã du hành đến Sri Lanka và chịu trách nhiệm dịch Kinh Tạng Karandamudra sang tiếng Trung và đưa nó trở lại Trung Quốc vào thế kỷ thứ VIII. Các nữ tu Phật giáo từ Sri Lanka, ngược lại, du hành sang Trung Quốc vào năm 429 và 433.
Kiến trúc Trung Quốc / Đông Á, cùng với kiến trúc Ấn Độ, là một trong những ảnh hưởng chính của nước ngoài đối với kiến trúc Sri Lanka và đóng một vai trò quan trọng trong việc định hình nó.
Các hình thức võ thuật được gọi là Cheena di từ Sri Lanka có nguồn gốc từ ảnh hưởng của Trung Quốc thông qua các nhà sư Thiếu Lâm đã đến hòn đảo trên hành hương và dạy nó cho người Sinhalese.
Các Simha được tìm thấy đứng bên ngoài ngôi đền Phật giáo và các tòa nhà khác trên khắp Sri Lanka là một biến thể của Sư tử đá Trung Quốc.
Trong triều đại Nhà Minh trong triều đại của Hoàng đế Vĩnh Lạc, chuyến hành trình Trịnh Hòa hạ Tây Dương do Trịnh Hòa chỉ huy đến thăm Sri Lanka và chiến đấu trong cuộc chiến tranh Minh-Kotte. Chữ viết song ngữ của Galle được dựng lên ở Galle, Sri Lanka vào năm 1409 để tưởng nhớ Trịnh là lần thứ hai anh đến thăm đất nước này. Sri Lanka là một nước triều cống cho Nhà Minh trong nhiều năm và trong thời kỳ này ảnh hưởng của Trung Quốc ảnh hưởng đến chính trị và thương mại của Sri Lanka.
Giống như nhiều nơi khác ở Đông, Nam và Đông Nam Á, người nhập cư Trung Quốc di cư đến Sri Lanka trong thế kỷ XVIII và XIX, mặc dù với số lượng nhỏ hơn nhiều so với các nước láng giềng như Ấn Độ, Myanmar hay các vùng khác của Đông Nam Á. Theo điều tra dân số năm 2001, họ chiếm chưa tới 0,20% dân số và đã hòa nhập vào xã hội Sri Lanka rộng lớn hơn.

## Quan hệ ngoại giao

Nelum Pokuna (Ao Sen) là một trong những biểu tượng của tình hữu nghị Trung Quốc - Sri Lanka

Sri Lanka là một trong những quốc gia đầu tiên công nhận nước Cộng hòa Nhân dân Trung Hoa. Kể từ đó, hai nước đã thường xuyên trao đổi các chuyến thăm cấp cao dẫn đến một loạt các thỏa thuận. Trung Quốc đã hỗ trợ kinh tế, quân sự và kỹ thuật cho Sri Lanka.
Có sự đầu tư đáng kể từ Trung Quốc vào việc mở rộng cơ sở hạ tầng của Sri Lanka. Từ năm 2004 đến năm 2014, Trung Quốc cung cấp 7 tỷ đô la cho các khoản vay, bao gồm các khoản vay để xây dựng cảng Sri Lanka tại Hambantota. Tuy nhiên có những lo ngại trong nước và trên các phương tiện truyền thông quốc tế rằng Sri Lanka không đủ khả năng cho các khoản vay này vì quốc gia này đã nợ 64 tỷ đô la và khoảng 95% doanh thu của chính phủ được sử dụng để trả nợ. Trong trường hợp cảng ở Hambantota, hai nước gần đây đã ký hợp đồng với Sri Lanka bán một phần lớn cổ phần trong cảng cho China Merchants Port Holdings, trong khi Sri Lanka vẫn giữ quyền kiểm soát an ninh cảng. Trung Quốc và Sri Lanka cũng chia sẻ một mối quan hệ quân sự, với Trung Quốc bán một loạt vũ khí hiện đại cho các lực lượng vũ trang Sri Lanka.

## Quan hệ quốc phòng

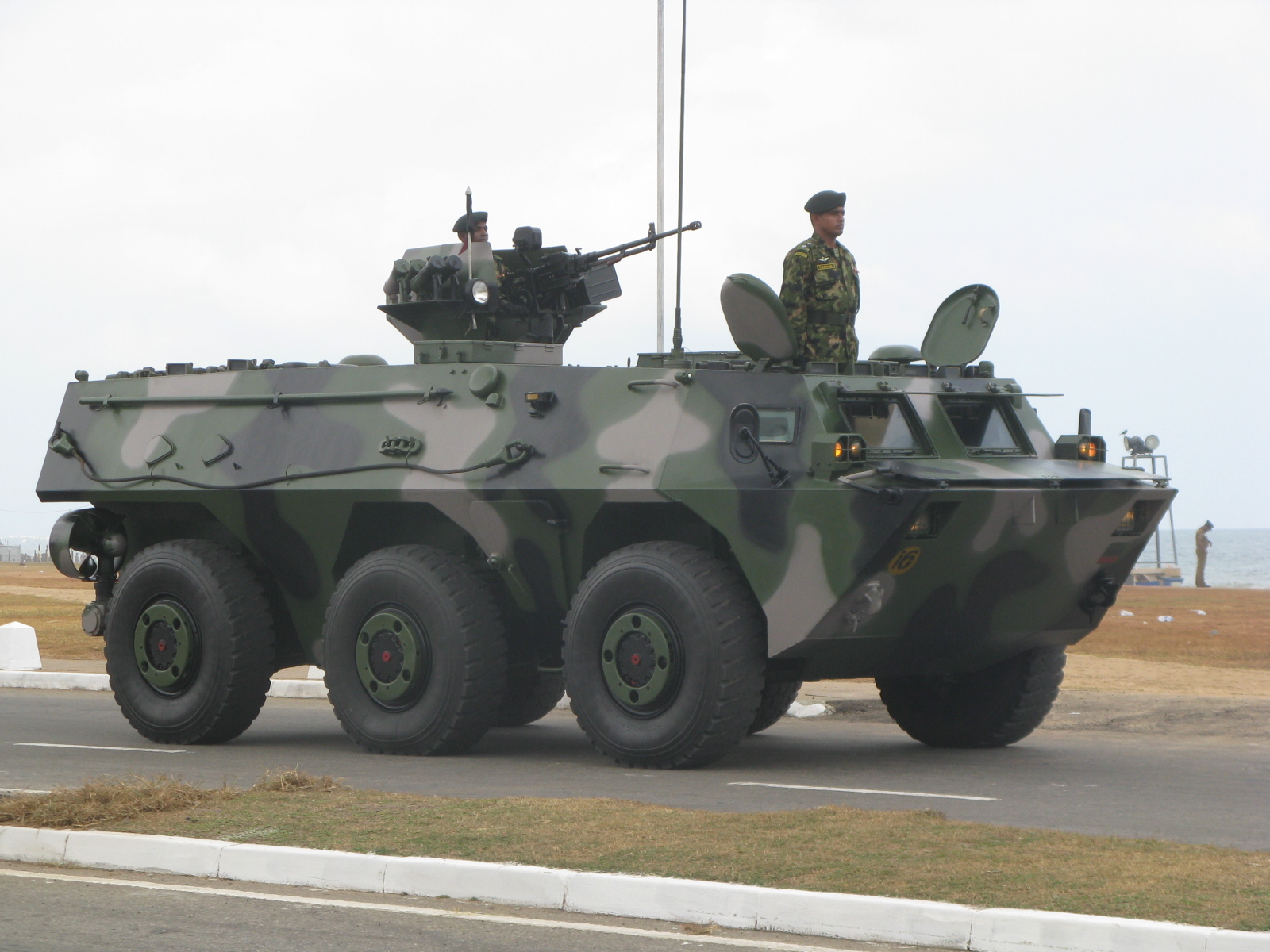
WZ551 (Type 92) APC Trung Quốc được Sri Lanka sử dụng

Trung Quốc đã là một nguồn tiếp tục trang bị quân sự cho Sri Lanka, và đang giúp hiện đại hóa và mở rộng lực lượng vũ trang Sri Lanka. Trung Quốc xuất khẩu trang thiết bị quân sự cho quân đội Sri Lanka bao gồm: đạn dược, tên lửa dẫn đường chống tăng, phóng tên lửa và tên lửa không đối không vai, bom thâm nhập và tên lửa, đạn súng, thiết bị nhìn ban đêm, pháo binh, áo giáp, súng cối, thiết bị an ninh, xe tăng, máy bay phản lực, tàu hải quân, radar và thiết bị liên lạc. Trung Quốc cũng hỗ trợ trong việc đào tạo nhân viên quân đội Sri Lanka.
Tổng công ty Xuất nhập khẩu Công nghệ Hàng không Quốc gia Trung Quốc đang giúp chính phủ Sri Lanka thành lập Trung tâm Bảo trì Máy bay. Tuy nhiên, vị trí vẫn chưa được hoàn thành, nhưng Katunayake, Mattala và Trincomalee là những địa điểm có thể.
Tàu ngầm hạt nhân của Trung Quốc đã thực hiện nhiều chuyến viếng thăm Sri Lanka vào tháng 9 và tháng 11 năm 2014, bất chấp sự bất mãn mạnh mẽ từ chính phủ Ấn Độ.
Vào tháng 10 năm 2016, chính phủ Trung Quốc tuyên bố sẽ viện trợ quân sự cho Sri Lanka để giúp họ mua thiết bị quân sự của Trung Quốc.

## Hoa kiều ở Sri Lanka
Sinh viên quốc tế Trung Quốc, lao động nhập cư và những người kinh doanh đã chuyển đến đất nước này trong những năm 1990 và 2000. Trong những năm gần đây, các công ty kỹ thuật Trung Quốc đã ký hợp đồng cho các dự án ở Sri Lanka cũng đã mang công nhân nhập cư từ Trung Quốc. Những công nhân sớm nhất như vậy đến năm 1970 để làm việc tại Hội trường Quốc tế Memorial Bandaranaike Memorial. Gần đây, họ đang nghiên cứu các dự án cơ sở hạ tầng tại Hambantota, như Sân bay Quốc tế Hambantota và cảng Hambantota. Dự án cảng, do China Harbour Engineering Co Ltd điều hành, được báo cáo sử dụng 328 công nhân Sri Lanka và 235 công nhân Trung Quốc năm 2008. Do dòng người lao động Trung Quốc tràn vào, người dân địa phương của Hambantota thậm chí còn bắt đầu kinh doanh và bán rau Trung Quốc như bắp cải Trung Quốc, tổng hợp thịt và cải xoăn cho nhà bếp của họ. Nhà máy điện Norocholai, một dự án xây dựng nhà máy điện nhiên liệu hóa thạch gần Puttalam, được báo cáo sử dụng 900 kỹ sư, người giúp việc, thợ hàn, và thợ rèn, với sự hỗ trợ của chỉ một vài người Sri Lanka. Các dự án xây dựng khác được biết là sử dụng lao động Trung Quốc bao gồm Nhà hát biểu diễn nghệ thuật quốc gia Colombo (báo cáo sử dụng 1.000 công nhân Trung Quốc) và dự án nâng cấp cấp nước tại Colombo do China Geo Engineering Corporation quản lý.

## Quan hệ văn hóa hiện đại
Sri Lanka đã trở thành một điểm đến rất phổ biến đối với khách du lịch Trung Quốc và bây giờ là quốc tịch lớn nhất của khách du lịch đến đất nước. Trong bảy tháng đầu năm 2016, 1.173.618 du khách Trung Quốc đã đến thăm đất nước này. Gần 1,8 triệu lượt du khách Trung Quốc đã đến Sri Lanka trong năm 2015.
Ẩm thực Trung Hoa có rất nhiều sự nổi tiếng ở Sri Lanka và giống như ẩm thực Ấn Độ, các nhà hàng phục vụ các món ăn Trung Quốc có thể được tìm thấy trên khắp hòn đảo.
Các bộ phim truyền hình Trung Quốc và Hồng Kông được lồng tiếng tiếng Sinhala được phổ biến và được phát trên các mạng truyền hình lớn ở Sri Lanka; các bản sao phụ được bán trong các cửa hàng DVD trên toàn quốc. Phim hành động Trung Quốc rất phổ biến và trong quá khứ đã có rất nhiều sự nổi tiếng trong cả nước với các cửa hàng CD trên toàn quốc cung cấp đĩa DVD. Ngoài ra, các kênh truyền hình và đài phát thanh có nguồn gốc Trung Quốc đã bắt đầu phát sóng trong cả nước bao gồm: China Central Television, China Radio International và Celestial Movies.

## Đại sứ quán, lãnh sự quán
- Tại Trung Quốc:
- Bắc Kinh (Đại sứ quán)
- Quảng Châu (Lãnh sự quán)
- Thượng Hải (Lãnh sự quán)

- Tại Sri Lanka:
- Colombo (Đại sứ quán)